# Барањаин
Барањаин (шп. Barañáin) је град у Шпанији, у покрајини Навара. Према процени из 2017. у граду је живело 20.325 становника.

## Географски положај
Налази се око 5 км западно од главног града покрајине Памплоне, чинећи део градског подручја.

## Становништво
Према процени, у граду је 2017. живело 20.325 становника.
| 1970. | 1981. | 1991.  | 2001.  | 2017.  |
| ----- | ----- | ------ | ------ | ------ |
| 2.500 | 9.812 | 16.474 | 21.021 | 20.325 |

## Партнерски градови
- Каимито